# Friedrich Wilhelm von Kommerstädt
Friedrich Wilhelm von Kommerstädt, auch von Kommerstedt (* 1774 in Schönfeld, Vogtland; † 1819), war ein preußischer und später sächsischer Beamter. Er erlangte durch seine Studienfreundschaft zu Novalis Bekanntheit.

## Leben
Er stammte aus dem vogtländischen Adelsgeschlecht vom Kommerstädt/-stedt und war der Sohn von Heinrich Wilhelm Rudolph von Kommerstädt (1740–1815) auf Unter-Schönfeld im Vogtland, wo er 1774 geboren wurde. Seine Mutter war Carolina Sophia geborene von Bose.
Friedrich Wilhelm von Kommerstädt wurde von Hauslehrern unterrichtet. Im Gegensatz zu seinem jüngeren Bruder Heinrich Leberecht Wilhelm von Kommerstedt, der die väterlichen Güter, darunter das Rittergut Schönfeld, übernahm und bewirtschaftete, war für Friedrich Wilhelm von seinen Eltern eine Verwaltungslaufbahn vorgesehen worden. Sie schickten ihn an die Universität Leipzig, wo er sich im Oktober 1790 für das Studium der Rechte einschrieb. In Leipzig lernte er auch Novalis, den Dichter der deutschen Frühromantik kennen, mit dem er im Sommer 1793 zum Studium in die Lutherstadt Wittenberg wechselte. Dort trägt seit 2014 ein Haus in der Marktnähe eine Gedenktafel, die auch an den gemeinsamen Aufenthalt der beiden Studenten in Wittenberg erinnert, die miteinander „in hoher Eintracht“ logierten. 
1797 wurde Friedrich Wilhelm von Kommerstädt nach bestandener Prüfung als Auskulator bei der preußischen Regierung in Bayreuth angestellt. Nach erfolgreicher zweiter Prüfung wurde er 1798 Regierungsreferendar. 1800 absolvierte er dann das große Examen und ging wenig später nach Warschau. In Polen erhielt er 1802 das Patent als Regierungsrat verliehen. Durch die Abtretung der polnischen Provinz im Jahre 1806/07 nach der verlorenen Schlacht bei Jena und Auerstedt zog sich Kommerstedt aus dem preußischen Verwaltungsdienst zurück und ging in seine sächsische Heimat. In der schönburgischen Residenzstadt Glauchau wurde er Regierungs- und Konsistorialdirektor. Nach seinem Tod hinterließ er zahlreiche Schulden, so dass seine Erben Konkurs anmelden mussten und das Erbe des Nachlassers ausschlugen.